# Hadassah Carlebach
Pour les articles homonymes, voir Carlebach.
Hadassah Miriam Carlebach, née Schneersohn le 23 février 1928 à Léningrad est la fille du grand-rabbin Schneour Zalman Schneersohn, un cousin du rabbin de Loubavitch, qui sauva des centaines d'enfants durant la Shoah en France. Hadassah Miriam vit cette époque et témoigne. Elle épouse en 1949 le rabbin Eliyahu Chaim Carlebach, le frère jumeau du rabbin Shlomo Carlebach. Après le décès de ce dernier, le frère et la belle-sœur prennent la relève. Elle continue même après le décès de son mari.

## Biographie
Hadassah Miriam Schneersohn est née le 23 février 1928, à Leningrad (Saint-Pétersbourg), Russie, selon son témoignage,, et non à Nevelen Ukraine, comme l'indique son certificat de naissance. Elle est la première enfant de ses parents, après 7 ans de mariage.
Son père, Schneour Zalman Schneersohn naît en 1898 à Gomel, Russie, une ville actuellement située en Biélorussie, dont la population compte alors plus de 50 % de Juifs. Il appartient à la dynastie hassidique des Loubavitch, et sera un temps pressenti pour en être le septième Rebbe (cette fonction échoira finalement à son cousin, Menachem Mendel Schneerson). 
Par son père Menachem Mendel Schneersohn, il descend en droite ligne du Tzemach Tzedek, troisième Rebbe de la dynastie de Loubavitch. Sa mère Liba Leah est la petite-fille de Levi Yitzchak de Berditchev, un autre grand maître du hassidisme.
Il va d'abord en Palestine mandataire en 1935. Il pensait s'y installer. Il ne reste que 72 jours, car il ne voit pas comment il pourrait s'y établir comme rabbin. Il consulte, en Pologne, le Grand-rabbin de Loubavitch, Yosef Yitzchok Schneersohn, qui lui conseille de venir en France, où le Grand-rabbin Joël Leib HaLevi Herzog était décédé en 1934.
Arrivé en France en 1935, il prend la direction de l'Association des israélites pratiquants (AIP) (Kehillat Haharedim) un an plus tard,,. Cette association aurait été créée en 1910, dans le but de « regrouper les Juifs ayant gardé l'attachement aux formes de la vie religieuse, telles qu'elles se sont cristallisées au cours de longs siècles en Europe centrale. » Léon Poliakov souligne l'incompréhension des autorités consistoriales de l'époque qu'il rencontre, et leur antagonisme : « son orthodoxie, d'une intransigeance absolue, non plus que ses méthodes de travail, si souples qu'elles étaient, étaient déconcertantes, et pas davantage ses manières et son costume n'étaient du goût de ses confrères français. Quant à lui, il donnait aux termes « rabbin français » une résonance bien particulière. » Il doit donc œuvrer en comité restreint, et se concentre sur l'enseignement des enfants, ouvrant huit Talmud Torah régulièrement fréquentés par plusieurs centaines d'enfants, malgré la pauvreté de ses moyens.
Schneour Zalman Schneersohn épouse Sa mère Sarah Levine en 1920. Elle est née en 1897 dans l'Empire russe et morte à New York en 1987.
Hadassah Carlebach a un frère, le rabbin Sholom DovBer Schneersohn, un hassid de Bobov, né le 1er octobre 1932 à Molochavka, qui meurt à New York,, en octobre, ou novembre 2016.

### Seconde Guerre mondiale
Durant la Seconde Guerre mondiale, Hadassah Carlebach suit son père le grand-rabbin Schneersohn qui de février 1940 à mars 1944, ouvre plusieurs foyers pour enfants, en coopération avec l'AIP (Association des Israélites pratiquants de France, Kehillath Haharedim) et l'OSE (Œuvre de secours aux enfants).

### New York
Elle épouse, à New York le 16 mars 1949, le rabbin Eli Chaim Carlebach, le frère jumeau du rabbin Shlomo Carlebach. Parmi les rabbins présents: le Kopycznitzer Rebbe, le rabbin Shmaryahu Gurary (“Rashag”, le gendre de Yossef Yitzchok Schneersohn le Rebbe de Loubavitch), le rabbin Schneour Zalman Schneersohn, le rabbin Eliezer Silver et le rabbin Moshe Dov Ber Rivkin (Rosh Yeshiva de Torah Vodaath à Brooklyn). 	
Eli Chaim Carlebach est né le 14 janvier 1925 à Berlin, le fils du rabbin orthodoxe Hartwig Naftali Carlebach (1889-1967) et de Paula (Pesse) (1896, Bäle-1980, New York), la fille du rabbin de Bâle en Suisse. 
Après son mariage,  Hadassah Carlebach et son mari vivent d'abord à Hillside, dans le New Jersey.
Après le décès du rabbin Shlomo Carlebach, Eli Chaim Carlebach et Hadassah Carlebach prennent la relève à Manhattan,,. Elle continue même après le décès de son mari.

### Famille
Eli Chaim Carlebach est mort le vendredi 23 mars 1990 à l'âge de 65 ans, à Hillside, New Jersey.
Les Carlebach ont 5 filles : Sterna Citron, Sheina Berkowitz, Y. Billie Dayan, Freyda Laufer et Esther Kugel.